# Phyllodes dealbata
Phyllodes dealbata är en fjärilsart som beskrevs av Holloway 1979. Phyllodes dealbata ingår i släktet Phyllodes och familjen nattflyn. Inga underarter finns listade i Catalogue of Life.